# Гільст
Гільст (нім. Hilst) — громада в Німеччині, розташована в землі Рейнланд-Пфальц, на кордоні з Францією. Входить до складу району Південно-Західний Пфальц. Складова частина об'єднання громад Пірмазенс-Ланд.
Площа — 3,38 км2. Населення становить 319 ос. (станом на 31 грудня 2020).